# هماوردی مسی و رونالدو

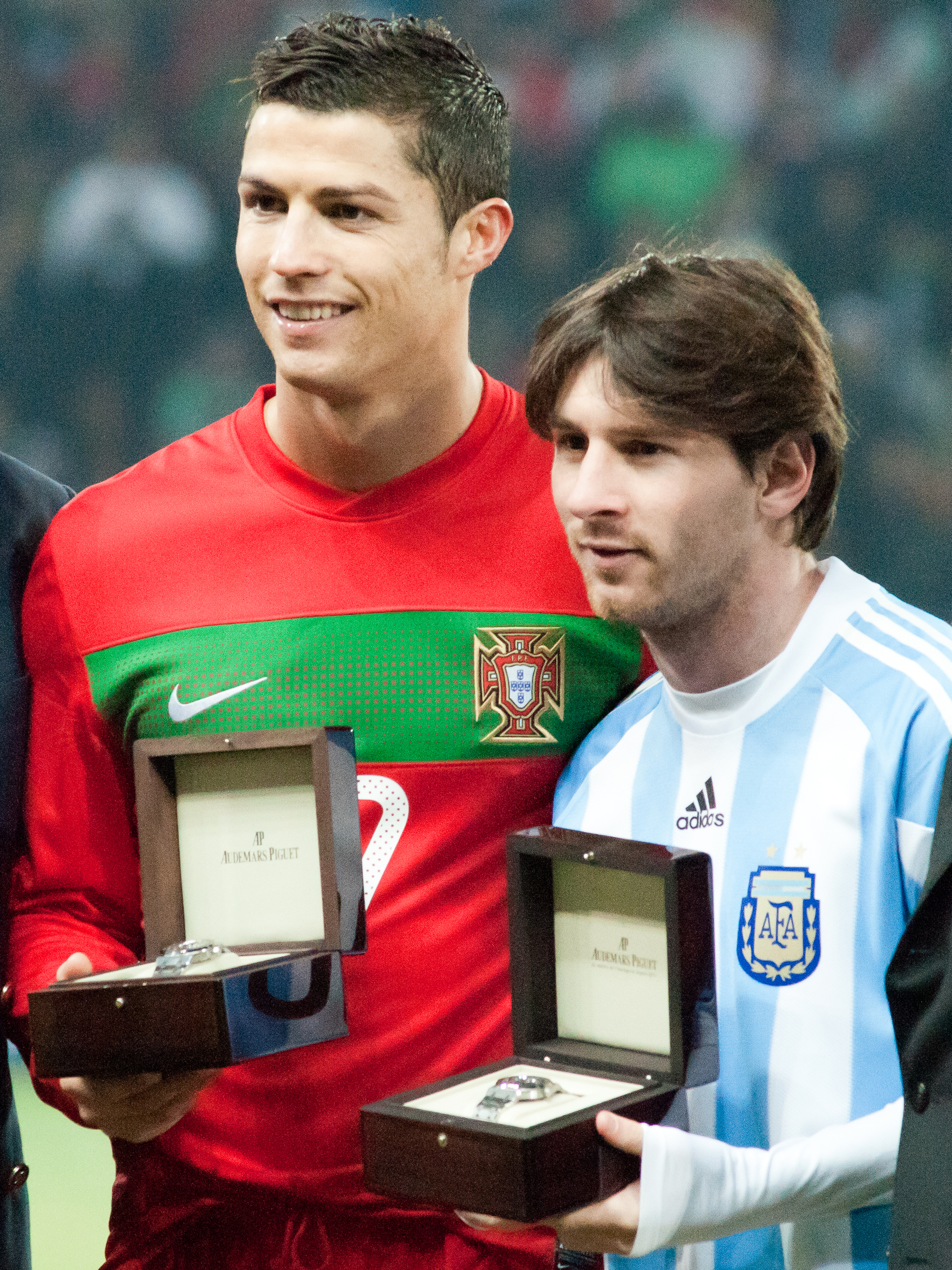
لیونل مسی (سمت راست) و کریستیانو رونالدو (سمت چپ) قبل از یک بازی دوستانهٔ بین‌المللی بین آرژانتین و پرتغال در ژنو سوئیس، ۹ فوریه ۲۰۱۲

هماوردی رونالدو و مسی به رقابت فوتبالی میان کریستیانو رونالدو پرتغالی و لیونل مسی آرژانتینی اشاره دارد. این دو بازیکن، به دلیل کسب افتخارات فردی پُرشمار، ایجاد رکوردهای گوناگون و درخشش در دو تیم رقیب رئال مادرید و بارسلونا (در زمان حضور کریستیانو رونالدو در رئال مادرید و لیونل مسی در بارسلونا مورد مقایسه قرار می‌گیرند)
همچنین رونالدو و مسی به مدت ده سال پیاپی (۲۰۰۸ تا ۲۰۱۷) عنوان بهترین بازیکن سال فوتبال جهان و جایزهٔ توپ طلا را از آن خود کرده‌اند و بهترین بازیکنان نسل خود و از بهترین‌های تاریخ فوتبال جهان به‌شمار می‌روند. رقابت ورزشی میان این دو بازیکن را شبیه به هماوردی میان محمد علی کلی و جو فریزیر در بوکس، بیورن بوری و جان مک‌انرو در تنیس، و آیرتون سنا و آلن پروست در فرمول یک می‌دانند.

## دست‌آوردها و رکوردها

### جایزهٔ لوریوس برای بهترین ورزشکار مرد سال
| سال  | برنده                                       | رده دوم                     | رده دوم                        | رده دوم                  | رده دوم                    | رده دوم                    |
| ---- | ------------------------------------------- | --------------------------- | ------------------------------ | ------------------------ | -------------------------- | -------------------------- |
| ۲۰۰۹ | اوسین بولت (دو و میدانی)                    | لوئیز همیلتون (فرمول یک)    | رافائل نادال (تنیس)            | مایکل فلپس (شنا)         | کریستیانو رونالدو (فوتبال) | والنتینو روسی (موتورسواری) |
| ۲۰۱۰ | اوسین بولت (دو و میدانی)                    | کننیسا بکله (دو و میدانی)   | آلبرتو کونتادور (دوچرخه‌سواری)  | راجر فدرر (تنیس)         | لیونل مسی (فوتبال)         | والنتینو روسی (موتورسواری) |
| ۲۰۱۱ | رافائل نادال (تنیس)                         | کوبی برایانت (بسکتبال)      | آندرس اینیستا (فوتبال)         | لیونل مسی (فوتبال)       | مانی پاکیائو (بوکس)        | سباستین فتل (فرمول یک)     |
| ۲۰۱۲ | نواک جوکوویچ (تنیس)                         | اوسین بولت (دو و میدانی)    | کدل ایونز (دوچرخه‌سواری)        | لیونل مسی (فوتبال)       | دیرک نویتسکی (بسکتبال)     | سباستین فتل (فرمول یک)     |
| ۲۰۱۳ | اوسین بولت (دو و میدانی)                    | محمد فرح (دو و میدانی)      | لیونل مسی (فوتبال)             | مایکل فلپس (شنا)         | بردلی ویگینز (دوچرخه‌سواری) | سباستین فتل (فرمول یک)     |
| ۲۰۱۴ | سباستین فتل (فرمول یک)                      | اوسین بولت (دو و میدانی)    | محمد فرح (دو و میدانی)         | لبران جیمز (بسکتبال)     | رافائل نادال (تنیس)        | کریستیانو رونالدو (فوتبال) |
| ۲۰۱۵ | نواک جوکوویچ (تنیس)                         | لوئیز همیلتون (فرمول یک)    | رنو لاویلنی (دو و میدانی)      | روری مک‌الروی (گلف)       | کریستیانو رونالدو (فوتبال) | مارک مارکز (موتورسواری)    |
| ۲۰۱۶ | نواک جوکوویچ (تنیس)                         | اوسین بولت (دو و میدانی)    | استیون کری (بسکتبال)           | لوئیز همیلتون (فرمول یک) | لیونل مسی (فوتبال)         | جردن اسپیث (گلف)           |
| ۲۰۲۰ | لوئیز همیلتون (فرمول یک) لیونل مسی (فوتبال) | الیود کیپچوگه (دو و میدانی) | مارک مارکز (موتور سواری)       | رافائل نادال (تنیس)      | تایگر وودز (گلف)           |                            |
| ۲۰۲۳ | لیونل مسی (فوتبال)                          | استیون کری (بسکتبال)        | آرماند دوپلانتیس (دو و میدانی) | کیلیان امباپه (فوتبال)   | رافائل نادال (تنیس)        | ماکس فرستاپن (فرمول یک)    |

### کفش طلای اروپا
| فصل     | بازیکن            | باشگاه         | تعداد گل | امتیازات |
| ------- | ----------------- | -------------- | -------- | -------- |
| ۰۸–۲۰۰۷ | کریستیانو رونالدو | منچستر یونایتد | ۳۱       | ۶۲       |
| ۰۹–۲۰۰۸ | دیگو فورلان       | اتلتیکو مادرید | ۳۲       | ۶۴       |
| ۱۰–۲۰۰۹ | لیونل مسی         | بارسلونا       | ۳۴       | ۶۸       |
| ۱۱–۲۰۱۰ | کریستیانو رونالدو | رئال مادرید    | ۴۰       | ۸۰       |
| ۱۲–۲۰۱۱ | لیونل مسی         | بارسلونا       | ۵۰       | ۱۰۰      |
| ۱۳–۲۰۱۲ | لیونل مسی         | بارسلونا       | ۴۶       | ۹۲       |
| ۱۴–۲۰۱۳ | کریستیانو رونالدو | رئال مادرید    | ۳۱       | ۶۲       |
| ۱۴–۲۰۱۳ | لوییس سوارز       | لیورپول        | ۳۱       | ۶۲       |
| ۱۵–۲۰۱۴ | کریستیانو رونالدو | رئال مادرید    | ۴۸       | ۹۶       |
| ۱۶–۲۰۱۵ | لوییس سوارز       | بارسلونا       | ۴۰       | ۸۰       |
| ۱۷–۲۰۱۶ | لیونل مسی         | بارسلونا       | ۳۷       | ۷۴       |
| ۱۸–۲۰۱۷ | لیونل مسی         | بارسلونا       | ۳۴       | ۶۸       |
| ۱۹–۲۰۱۸ | لیونل مسی         | بارسلونا       | ۳۶       | ۷۲       |

### بهترین بازیکن جام باشگاه‌های فوتبال جهان
| سال  | توپ طلایی                       | توپ نقره‌ای                         | توپ برنزی                     |
| ۲۰۰۸ | وین رونی (منچستر یونایتد)       | کریستیانو رونالدو (منچستر یونایتد) | دامیان مانسو (ال‌دی‌یو کیتو)    |
| ۲۰۰۹ | لیونل مسی (بارسلونا)            | خوان سباستین ورون (استودیانتس)     | ژاوی (بارسلونا)               |
| ۲۰۱۱ | لیونل مسی (بارسلونا)            | ژاوی (بارسلونا)                    | نیمار (سانتوس)                |
| ۲۰۱۴ | سرخیو راموس (رئال مادرید)       | کریستیانو رونالدو (رئال مادرید)    | ایوان وایسلیچ (آوکلند)        |
| ۲۰۱۵ | لوییس سوارز (بارسلونا)          | لیونل مسی (بارسلونا)               | آندرس اینیستا (بارسلونا)      |
| ۲۰۱۶ | کریستیانو رونالدو (رئال مادرید) | لوکا مودریچ (رئال مادرید)          | گاکو شیباساکی (کاشیما آنتلرز) |

### آقای گل لیگ قهرمانان اروپا

#### تمام دوره‌ها
تا تاریخ ۱ نوامبر ۲۰۲۳
| رتبه | بازیکن            | باشگاه                             | گل‌ها | بازی‌ها | میانگین | سال‌ها      |
| ---- | ----------------- | ---------------------------------- | ---- | ------ | ------- | ---------- |
| ۱    | کریستیانو رونالدو | منچستر یونایتد رئال مادرید یوونتوس | ۱۴۰  | ۱۸۳    | ۰٫۷۷    | ۲۰۰۳–۲۰۲۲  |
| ۲    | لیونل مسی         | بارسلونا                           | ۱۲۹  | ۱۶۳    | ۰٫۷۹    | ۲۰۰۵–۲۰۲۳  |
| ۵    | کریم بنزما        | لیون رئال مادرید                   | ۸۴   | ۱۱۳    | ۰٫۷۴    | ۲۰۰۶–۲۰۲۳  |
| ۴    | روبرت لواندوفسکی  | دورتموند بایرن مونیخ               | ۸۳   | ۱۰۲    | ۰٫۸۳    | ۲۰۱۱–اکنون |
| ۳    | رائول             | رئال مادرید شالکه ۰۴               | ۷۱   | ۱۴۲    | ۰٫۵     | ۱۹۹۵–۲۰۱۱  |

#### فصل به فصل
| فصل     | بازیکن            | باشگاه         | تعداد گل |
| ------- | ----------------- | -------------- | -------- |
| ۰۸–۲۰۰۷ | کریستیانو رونالدو | منچستر یونایتد | ۸        |
| ۰۹–۲۰۰۸ | لیونل مسی         | بارسلونا       | ۹        |
| ۱۰–۲۰۰۹ | لیونل مسی         | بارسلونا       | ۸        |
| ۱۱–۲۰۱۰ | لیونل مسی         | بارسلونا       | ۱۲       |
| ۱۲–۲۰۱۱ | لیونل مسی         | بارسلونا       | ۱۴       |
| ۱۳–۲۰۱۲ | کریستیانو رونالدو | رئال مادرید    | ۱۲       |
| ۱۴–۲۰۱۳ | کریستیانو رونالدو | رئال مادرید    | ۱۷       |
| ۱۵–۲۰۱۴ | نیمار             | بارسلونا       | ۱۰       |
| ۱۵–۲۰۱۴ | کریستیانو رونالدو | رئال مادرید    | ۱۰       |
| ۱۵–۲۰۱۴ | لیونل مسی         | بارسلونا       | ۱۰       |
| ۱۶–۲۰۱۵ | کریستیانو رونالدو | رئال مادرید    | ۱۶       |
| ۱۷–۲۰۱۶ | کریستیانو رونالدو | رئال مادرید    | ۱۲       |
| ۱۸–۲۰۱۷ | کریستیانو رونالدو | رئال مادرید    | ۱۵       |
| ۱۹–۲۰۱۸ | لیونل مسی         | بارسلونا       | ۱۲       |

### لالیگا
تا تاریخ ۲۵ اکتبر ۲۰۲۳

#### تعداد گل‌ها
|   | بازیکن            | باشگاه                                    | تعداد گل | سال‍ها      |
| - | ----------------- | ----------------------------------------- | -------- | --------- |
| ۱ | لیونل مسی         | بارسلونا                                  | ۴۷۴      | ۲۰۰۴–۲۰۲۱ |
| ۲ | کریستیانو رونالدو | رئال مادرید                               | ۳۱۱      | ۲۰۰۹–۲۰۱۸ |
| ۳ | تلمو زارا         | اتلتیک بیلبائو                            | ۲۵۱      | ۱۹۴۰–۱۹۵۵ |
| ۴ | هوگو سانچز        | اتلتیکو مادرید، رئال مادرید، رایو وایکانو | ۲۳۴      | ۱۹۸۱–۱۹۹۴ |
| ۵ | رائول             | رئال مادرید                               | ۲۲۸      | ۱۹۹۴–۲۰۱۰ |

#### پاس گل‌ها
|   | بازیکن            | باشگاه      | تعداد پاس گل |
| - | ----------------- | ----------- | ------------ |
| ۱ | لیونل مسی         | بارسلونا    | ۲۱۶          |
| ۲ | ژاوی              | بارسلونا    | ۱۲۶          |
| ۳ | کریستیانو رونالدو | رئال مادرید | ۹۶           |
| ۴ | لوئیس فیگو        | رئال مادرید | ۸۹           |

#### ال‌کلاسیکو
|   | بازیکن              | باشگاه      | تعداد گل | سال‌ها     |
| - | ------------------- | ----------- | -------- | --------- |
| ۱ | لیونل مسی           | بارسلونا    | ۲۶       | ۲۰۰۵–۲۰۲۱ |
|   | کریستیانو رونالدو   | رئال مادرید | ۱۸       | ۲۰۰۹–۲۰۱۸ |
| ۲ | آلفردو دی‌استفانو    | رئال مادرید | ۱۸       | ۱۹۵۳–۱۹۶۳ |
| ۳ | رائول               | رئال مادرید | ۱۵       | ۱۹۹۵–۲۰۰۸ |
| ۴ | سزار رودریگز آلوارز | بارسلونا    | ۱۴       | ۱۹۴۵–۱۹۵۴ |
| ۴ | فرانسیسکو گنتو      | رئال مادرید | ۱۴       | ۱۹۵۵–۱۹۶۹ |
| ۴ | فرانس پوشکاش        | رئال مادرید | ۱۴       | ۱۹۵۹–۱۹۶۴ |

### هت‌تریک‌ها[۵][۶]

#### در لیگ قهرمانان اروپا
| بازیکن            | هت‌تریک | پوکر | ری‌پوکر |
| ----------------- | ------ | ---- | ------ |
| کریستیانو رونالدو | ۷      | ۱    | ۰      |
| لیونل مسی         | ۷      | ۱    | ۱      |

#### در لالیگا
|   | بازیکن            | باشگاه            | تعداد هت تریک |
| - | ----------------- | ----------------- | ------------- |
| ۱ | لیونل مسی         | بارسلونا          | ۴۰            |
| ۲ | کریستیانو رونالدو | رئال مادرید       | ۳۶            |
| ۳ | تلمو زارا         | اتلتیک بیلبائو    | ۲۲            |
| ۳ | آلفردو دی‌استفانو  | رئال مادرید       | ۲۲            |
| ۵ | ادموندو سوارز     | والنسیا، آلکویانو | ۱۹            |

#### آمار کلی
| کریستیانو رونالدو\|مجموع: ۶۵ | هت‌تریک‌ها | پوکر | ری‌پوکر |
| ---------------------------- | -------- | ---- | ------ |
| یوونتوس                      | ۳        | ۰    | ۰      |
| رئال مادرید                  | ۵۶       | ۶    | ۲      |
| منچستر یونایتد               | ۳        | ۰    | ۰      |
| النصر                        | ۴        | ۱    | ۰      |
| پرتغال                       | ۸        | ۲    | ۰      |

| لیونل مسی\|مجموع: ۵۷ | هت‌تریک‌ها | پوکر | ری‌پوکر |
| -------------------- | -------- | ---- | ------ |
| بارسلونا             | ۴۱       | ۶    | ۱      |
| آرژانتین             | ۸        | ۰    | ۱      |

## مقایسهٔ آماری
تا تاریخ ۶ آوریل ۲۰۲۴
| لیونل مسی | لیونل مسی | لیونل مسی | لیونل مسی | لیونل مسی | لیونل مسی    | لیونل مسی    | لیونل مسی | لیونل مسی | لیونل مسی | لیونل مسی | لیونل مسی |
| فصل       | لیگ       | لیگ       | جام حذفی  | جام حذفی  | اروپا+امریکا | اروپا+امریکا | سایر      | سایر      | مجموع     | مجموع     |           |
| فصل       | بازی‌ها    | گل‌ها      | بازی‌ها    | گل‌ها      | بازی‌ها       | گل‌ها         | بازی‌ها    | گل‌ها      | بازی‌ها    | گل‌ها      |           |
| --------- | --------- | --------- | --------- | --------- | ------------ | ------------ | --------- | --------- | --------- | --------- | --------- |
| ۰۳–۲۰۰۲   | ۰         | ۰         | ۰         | ۰         | ۰            | ۰            | ۰         | ۰         | ۰         | ۰         |           |
| ۰۴–۲۰۰۳   | ۱۵        | ۵         | ۰         | ۰         | ۰            | ۰            | ۰         | ۰         | ۱۵        | ۵         |           |
| ۰۵–۲۰۰۴   | ۲۴        | ۷         | ۱         | ۰         | ۱            | ۰            | ۰         | ۰         | ۲۶        | ۷         |           |
| ۰۶–۲۰۰۵   | ۱۷        | ۶         | ۲         | ۱         | ۶            | ۱            | ۰         | ۰         | ۲۵        | ۸         |           |
| ۰۷–۲۰۰۶   | ۲۶        | ۱۴        | ۲         | ۲         | ۶            | ۱            | ۳         | ۰         | ۳۶        | ۱۷        |           |
| ۰۸–۲۰۰۷   | ۲۸        | ۱۰        | ۳         | ۰         | ۹            | ۶            | ۰         | ۰         | ۴۰        | ۱۶        |           |
| ۰۹–۲۰۰۸   | ۳۱        | ۲۳        | ۸         | ۶         | ۱۲           | ۹            | ۰         | ۰         | ۵۱        | ۳۸        |           |
| ۱۰–۲۰۰۹   | ۳۵        | ۳۴        | ۳         | ۱         | ۱۱           | ۸            | ۴         | ۵         | ۵۳        | ۴۷        |           |
| ۱۱–۲۰۱۰   | ۳۳        | ۳۱        | ۷         | ۷         | ۱۳           | ۱۲           | ۲         | ۳         | ۵۵        | ۵۳        |           |
| ۱۲–۲۰۱۱   | ۳۷        | ۵۰        | ۷         | ۳         | ۱۱           | ۱۴           | ۵         | ۶         | ۶۰        | ۷۳        |           |
| ۱۳–۲۰۱۲   | ۳۲        | ۴۶        | ۵         | ۴         | ۱۱           | ۸            | ۲         | ۲         | ۵۰        | ۶۰        |           |
| ۱۴–۲۰۱۳   | ۳۱        | ۲۸        | ۶         | ۵         | ۷            | ۸            | ۲         | ۰         | ۴۶        | ۴۱        |           |
| ۱۵–۲۰۱۴   | ۳۸        | ۴۳        | ۶         | ۵         | ۱۳           | ۱۰           | ۰         | ۰         | ۵۷        | ۵۸        |           |
| ۱۶–۲۰۱۵   | ۳۳        | ۲۶        | ۵         | ۵         | ۷            | ۶            | ۴         | ۴         | ۴۹        | ۴۱        |           |
| ۱۷–۲۰۱۶   | ۳۴        | ۳۷        | ۷         | ۵         | ۹            | ۱۱           | ۲         | ۱         | ۵۲        | ۵۴        |           |
| ۱۸_ ۲۰۱۷  | ۳۶        | ۳۴        | ۶         | ۴         | ۱۰           | ۶            | ۲         | ۱         | ۵۴        | ۴۵        |           |
| ۱۹_ ۲۰۱۸  | ۳۴        | ۳۶        | ۵         | ۳         | ۱۰           | ۱۲           | ۱         | ۰         | ۵۰        | ۵۱        |           |
| ۲۰_ ۲۰۱۹  | ۳۳        | ۲۵        | ۲         | ۲         | ۸            | ۳            | ۱         | ۱         | ۴۴        | ۳۱        |           |
| ۲۱_ ۲۰۲۰  | ۳۵        | ۳۰        | ۵         | ۳         | ۶            | ۵            | ۱         | ۰         | ۴۷        | ۳۸        |           |
| ۲۲_ ۲۰۲۱  | ۲۶        | ۶         | ۱         | ۰         | ۷            | ۵            | ۰         | ۰         | ۳۴        | ۱۱        |           |
| ۲۳_ ۲۰۲۲  | ۳۲        | ۱۶        | ۱         | ۰         | ۷            | ۴            | ۱         | ۱         | ۴۱        | ۲۱        |           |
| ۲۰۲۳      | ۶         | ۱         | ۱         | ۰         | ۰            | ۰            | ۷         | ۱۰        | ۱۴        | ۱۱        |           |
| ۲۰۲۴      | ۳         | ۳         | ۰         | ۰         | ۲            | ۲            | ۰         | ۰         | ۵         | ۵         |           |
| مجموع     | ۵۸۸       | ۵۰۰       | ۸۲        | ۵۶        | ۱۶۵          | ۱۳۱          | ۳۷        | ۳۳        | ۸۷۲       | ۷۲۰       |           |

| ۰۳–۲۰۰۲  | ۲۵  | ۳   | ۳  | ۲  | ۳   | ۰   | ۰  | ۰  | ۳۱   | ۵   |
| ۰۴–۲۰۰۳  | ۲۹  | ۴   | ۶  | ۲  | ۵   | ۰   | ۰  | ۰  | ۴۰   | ۶   |
| ۰۵–۲۰۰۴  | ۳۳  | ۵   | ۹  | ۴  | ۸   | ۰   | ۰  | ۰  | ۵۰   | ۹   |
| ۰۶–۲۰۰۵  | ۳۳  | ۹   | ۶  | ۲  | ۸   | ۱   | ۰  | ۰  | ۴۷   | ۱۲  |
| ۰۷–۲۰۰۶  | ۳۴  | ۱۷  | ۸  | ۳  | ۱۱  | ۳   | ۰  | ۰  | ۵۳   | ۲۳  |
| ۰۸–۲۰۰۷  | ۳۴  | ۳۱  | ۳  | ۳  | ۱۱  | ۸   | ۱  | ۰  | ۴۹   | ۴۲  |
| ۰۹–۲۰۰۸  | ۳۳  | ۱۸  | ۶  | ۳  | ۱۲  | ۴   | ۲  | ۱  | ۵۳   | ۲۶  |
| ۱۰–۲۰۰۹  | ۲۹  | ۲۶  | ۰  | ۰  | ۶   | ۷   | ۰  | ۰  | ۳۵   | ۳۳  |
| ۱۱–۲۰۱۰  | ۳۴  | ۴۱  | ۸  | ۷  | ۱۲  | ۶   | ۰  | ۰  | ۵۴   | ۵۳  |
| ۱۲–۲۰۱۱  | ۳۸  | ۴۶  | ۵  | ۳  | ۱۰  | ۱۰  | ۲  | ۱  | ۵۵   | ۶۰  |
| ۱۳–۲۰۱۲  | ۳۴  | ۳۴  | ۷  | ۷  | ۱۲  | ۱۲  | ۲  | ۲  | ۵۵   | ۵۵  |
| ۱۴–۲۰۱۳  | ۳۰  | ۳۱  | ۶  | ۳  | ۱۱  | ۱۷  | ۰  | ۰  | ۴۷   | ۵۱  |
| ۱۵–۲۰۱۴  | ۳۵  | ۴۸  | ۲  | ۱  | ۱۲  | ۱۰  | ۵  | ۲  | ۵۴   | ۶۱  |
| ۱۶–۲۰۱۵  | ۳۶  | ۳۵  | ۰  | ۰  | ۱۲  | ۱۶  | ۰  | ۰  | ۴۸   | ۵۱  |
| ۱۷–۲۰۱۶  | ۲۹  | ۲۵  | ۲  | ۱  | ۱۳  | ۱۲  | ۲  | ۴  | ۴۶   | ۴۲  |
| ۱۸_ ۲۰۱۷ | ۲۷  | ۲۶  | ۰  | ۰  | ۱۳  | ۱۵  | ۴  | ۳  | ۴۴   | ۴۴  |
| ۱۹_ ۲۰۱۸ | ۳۱  | ۲۱  | ۲  | ۰  | ۹   | ۶   | ۱  | ۱  | ۴۳   | ۲۸  |
| ۲۰_ ۲۰۱۹ | ۳۳  | ۳۱  | ۴  | ۲  | ۸   | ۴   | ۱  | ۰  | ۴۶   | ۳۷  |
| ۲۱_ ۲۰۲۰ | ۳۳  | ۲۹  | ۴  | ۲  | ۶   | ۴   | ۱  | ۱  | ۴۴   | ۳۶  |
| ۲۲_ ۲۰۲۱ | ۳۰  | ۱۸  | ۱  | ۰  | ۷   | ۶   | ۰  | ۰  | ۳۸   | ۲۴  |
| ۲۳_ ۲۰۲۲ | ۲۶  | ۱۵  | ۲  | ۰  | ۶   | ۲   | ۱  | ۰  | ۳۵   | ۱۷  |
| ۲۴_ ۲۰۲۳ | ۲۵  | ۲۹  | ۲  | ۱  | ۹   | ۶   | ۶  | ۶  | ۴۲   | ۴۲  |
| مجموع    | ۶۷۲ | ۵۴۱ | ۸۶ | ۴۶ | ۲۰۴ | ۱۴۹ | ۲۸ | ۲۱ | ۱۰۱۰ | ۷۵۷ |

| لیونل مسی | لیونل مسی  | لیونل مسی  | لیونل مسی | لیونل مسی | لیونل مسی | لیونل مسی | لیونل مسی | لیونل مسی |
| فصل       | تورنومنت‌ها | تورنومنت‌ها | مقدماتی‌ها | مقدماتی‌ها | دوستانه   | دوستانه   | مجموع     | مجموع     |
| فصل       | بازی‌ها     | گل‌ها       | بازی‌ها    | گل‌ها      | بازی‌ها    | گل‌ها      | بازی‌ها    | گل‌ها      |
| --------- | ---------- | ---------- | --------- | --------- | --------- | --------- | --------- | --------- |
| ۲۰۰۵      | ۰          | ۰          | ۳         | ۰         | ۲         | ۰         | ۵         | ۰         |
| ۲۰۰۶      | ۳          | ۱          | ۰         | ۰         | ۴         | ۱         | ۷         | ۲         |
| ۲۰۰۷      | ۶          | ۲          | ۴         | ۲         | ۴         | ۲         | ۱۴        | ۶         |
| ۲۰۰۸      | ۰          | ۰          | ۶         | ۱         | ۲         | ۱         | ۸         | ۲         |
| ۲۰۰۹      | ۰          | ۰          | ۸         | ۱         | ۲         | ۲         | ۱۰        | ۳         |
| ۲۰۱۰      | ۵          | ۰          | ۰         | ۰         | ۵         | ۲         | ۱۰        | ۲         |
| ۲۰۱۱      | ۴          | ۰          | ۴         | ۲         | ۵         | ۲         | ۱۳        | ۴         |
| ۲۰۱۲      | ۰          | ۰          | ۵         | ۵         | ۴         | ۷         | ۹         | ۱۲        |
| ۲۰۱۳      | ۰          | ۰          | ۵         | ۳         | ۲         | ۳         | ۷         | ۶         |
| ۲۰۱۴      | ۷          | ۴          | ۰         | ۰         | ۷         | ۴         | ۱۴        | ۸         |
| ۲۰۱۵      | ۶          | ۱          | ۰         | ۰         | ۲         | ۳         | ۸         | ۴         |
| ۲۰۱۶      | ۵          | ۵          | ۵         | ۳         | ۱         | ۰         | ۱۱        | ۸         |
| ۲۰۱۷      | ۰          | ۰          | ۵         | ۴         | ۲         | ۰         | ۷         | ۴         |
| ۲۰۱۸      | ۴          | ۱          | ۰         | ۰         | ۱         | ۳         | ۵         | ۴         |
| ۲۰۱۹      | ۶          | ۱          | ۰         | ۰         | ۴         | ۴         | ۱۰        | ۵         |
| ۲۰۲۰      | ۰          | ۰          | ۴         | ۱         | ۰         | ۰         | ۴         | ۱         |
| ۲۰۲۱      | ۷          | ۴          | ۹         | ۵         | ۰         | ۰         | ۱۶        | ۹         |
| ۲۰۲۲      | ۸          | ۷          | ۲         | ۱         | ۴         | ۱۰        | ۱۴        | ۱۸        |
| ۲۰۲۳      | ۰          | ۰          | ۵         | ۳         | ۳         | ۵         | ۸         | ۸         |
| ۲۰۲۴      | ۰          | ۰          | ۰         | ۰         | ۰         | ۰         | ۰         | ۰         |
| مجموع     | ۶۱         | ۲۶         | ۶۵        | ۳۱        | ۵۴        | ۴۹        | ۱۸۰       | ۱۰۶       |

| کریستیانو رونالدو | کریستیانو رونالدو | کریستیانو رونالدو | کریستیانو رونالدو | کریستیانو رونالدو | کریستیانو رونالدو | کریستیانو رونالدو | کریستیانو رونالدو | کریستیانو رونالدو |
| سال               | تورنومنت‌ها        | تورنومنت‌ها        | مقدماتی‌ها         | مقدماتی‌ها         | دوستانه           | دوستانه           | مجموع             | مجموع             |
| سال               | بازی‌ها            | گل‌ها              | بازی‌ها            | گل‌ها              | بازی‌ها            | گل‌ها              | بازی‌ها            | گل‌ها              |
| ----------------- | ----------------- | ----------------- | ----------------- | ----------------- | ----------------- | ----------------- | ----------------- | ----------------- |
| ۲۰۰۳              | ۰                 | ۰                 | ۰                 | ۰                 | ۲                 | ۰                 | ۲                 | ۰                 |
| ۲۰۰۴              | ۶                 | ۲                 | ۵                 | ۵                 | ۵                 | ۰                 | ۱۶                | ۷                 |
| ۲۰۰۵              | ۰                 | ۰                 | ۷                 | ۲                 | ۴                 | ۰                 | ۱۱                | ۲                 |
| ۲۰۰۶              | ۶                 | ۱                 | ۴                 | ۳                 | ۴                 | ۲                 | ۱۴                | ۶                 |
| ۲۰۰۷              | ۰                 | ۰                 | ۹                 | ۵                 | ۱                 | ۰                 | ۱۰                | ۵                 |
| ۲۰۰۸              | ۳                 | ۱                 | ۲                 | ۰                 | ۳                 | ۰                 | ۸                 | ۱                 |
| ۲۰۰۹              | ۰                 | ۰                 | ۵                 | ۰                 | ۲                 | ۱                 | ۷                 | ۱                 |
| ۲۰۱۰              | ۴                 | ۱                 | ۲                 | ۲                 | ۵                 | ۰                 | ۱۱                | ۳                 |
| ۲۰۱۱              | ۰                 | ۰                 | ۶                 | ۵                 | ۲                 | ۲                 | ۸                 | ۷                 |
| ۲۰۱۲              | ۵                 | ۳                 | ۴                 | ۱                 | ۴                 | ۱                 | ۱۳                | ۵                 |
| ۲۰۱۳              | ۰                 | ۰                 | ۶                 | ۷                 | ۳                 | ۳                 | ۹                 | ۱۰                |
| ۲۰۱۴              | ۳                 | ۱                 | ۲                 | ۲                 | ۴                 | ۲                 | ۹                 | ۵                 |
| ۲۰۱۵              | ۰                 | ۰                 | ۴                 | ۳                 | ۱                 | ۰                 | ۵                 | ۳                 |
| ۲۰۱۶              | ۷                 | ۳                 | ۳                 | ۷                 | ۳                 | ۳                 | ۱۳                | ۱۳                |
| ۲۰۱۷              | ۴                 | ۲                 | ۶                 | ۸                 | ۱                 | ۱                 | ۱۱                | ۱۱                |
| ۲۰۱۸              | ۴                 | ۴                 | ۰                 | ۰                 | ۳                 | ۲                 | ۷                 | ۶                 |
| ۲۰۱۹              | ۲                 | ۳                 | ۸                 | ۱۱                | ۰                 | ۰                 | ۱۰                | ۱۴                |
| ۲۰۲۰              | ۴                 | ۲                 | ۰                 | ۰                 | ۲                 | ۱                 | ۶                 | ۳                 |
| ۲۰۲۱              | ۴                 | ۵                 | ۷                 | ۶                 | ۳                 | ۲                 | ۱۴                | ۱۳                |
| ۲۰۲۲              | ۱۰                | ۳                 | ۲                 | ۰                 | ۰                 | ۰                 | ۱۲                | ۳                 |
| ۲۰۲۳              | ۰                 | ۰                 | ۹                 | ۱۰                | ۰                 | ۰                 | ۹                 | ۱۰                |
| ۲۰۲۴              | ۰                 | ۰                 | ۰                 | ۰                 | ۱                 | ۰                 | ۱                 | ۰                 |
| مجموع             | ۶۲                | ۳۱                | ۹۱                | ۷۷                | ۵۲                | ۲۰                | ۲۰۶               | ۱۲۸               |

## افتخارات

### تیمی
| - قهرمانی لیگ (۱۲) - لا لیگا (۱۰): ۰۵–۲۰۰۴، ۰۶–۲۰۰۵، ۰۹–۲۰۰۸، ۱۰–۲۰۰۹، ۱۱–۲۰۱۰، ۱۳–۲۰۱۲، ۱۵–۲۰۱۴، ۱۶–۲۰۱۵، ۱۸–۲۰۱۷، ۱۹–۲۰۱۸ - لیگ ۱ (۲): ۲۲–۲۰۲۱، ۲۳–۲۰۲۲ - قهرمانی جام‌ها (۱۷) - کوپا دل ری (۷): ۰۹–۲۰۰۸، ۱۲–۲۰۱۱، ۱۵–۲۰۱۴، ۱۶–۲۰۱۵، ۱۷–۲۰۱۶، ۱۸–۲۰۱۷، ۲۱–۲۰۲۰ - سوپر جام اسپانیا (۸): ۲۰۰۶، ۲۰۰۹، ۲۰۱۰، ۲۰۱۱، ۲۰۱۳، ۲۰۱۶، ۲۰۱۸ - سوپر جام فرانسه (۱): ۲۰۲۲ - جام لیگ‌ها (۱): ۲۰۲۳ - قهرمانی‌های قاره‌ای (۷) - لیگ قهرمانان اروپا (۴): ۰۶–۲۰۰۵، ۰۹–۲۰۰۸، ۱–۲۰۱۰، ۱۵–۲۰۱۴ - سوپرجام اروپا (۳): ۲۰۰۹، ۲۰۱۱، ۲۰۱۵ - قهرمانی باشگاهی در سطح جهان (۳) - جام باشگاه‌های جهان (۳): ۲۰۰۹، ۲۰۱۱، ۲۰۱۵ - قهرمانی در سطح ملی (۳): - جام جهانی فوتبال (۱): ۲۰۲۲ - کوپا آمریکا (۱): ۲۰۲۱ - جام قهرمانان کونمبول–یوفا (۱): ۲۰۲۲ ← مجموع: ۴۲ | - قهرمانی لیگ (۷) - لیگ جزیره انگلستان (۳): ۰۷–۲۰۰۶، ۰۸–۲۰۰۷، ۰۹–۲۰۰۸ - لا لیگا (۲): ۱۲–۲۰۱۱، ۱۷–۲۰۱۶ - سری آ ایتالیا (۲): ۱۹–۲۰۱۸، ۲۰–۲۰۱۹ - قهرمانی جام‌ها (۱۳) - سوپر جام پرتغال (۱): ۲۰۰۲ - جام حذفی انگلیس (۱): ۰۴–۲۰۰۳ - جام اتحادیه انگلیس (۲): ۰۶–۲۰۰۵، ۰۹–۲۰۰۸ - جام خیریه انگلستان (۲): ۲۰۰۷، ۲۰۰۸ - کوپا دل ری (۲): ۱۱–۲۰۱۰، ۱۴–۲۰۱۳ - سوپر جام اسپانیا (۲): ۲۰۱۲، ۲۰۱۷ - سوپر جام ایتالیا (۲): ۲۰۱۸، ۲۰۲۰ - جام حذفی ایتالیا (۱): ۰۴–۲۰۰۳ - قهرمانی‌های قاره‌ای (۹) - لیگ قهرمانان اروپا (۵): ۰۸–۲۰۰۷، ۱۴–۲۰۱۳، ۱۶–۲۰۱۵، ۱۷–۲۰۱۶، ۱۸–۲۰۱۷ - سوپرجام اروپا (۳): ۲۰۱۴، ۲۰۱۶، ۲۰۱۷ - جام باشگاه‌های عربی (۱): ۲۰۲۳ - قهرمانی باشگاهی در سطح جهان (۴) - جام باشگاه‌های جهان (۴): ۲۰۰۸، ۲۰۱۴، ۲۰۱۶، ۲۰۱۷ - قهرمانی در سطح ملی (۳) - جام ملت‌های اروپا (۱): ۲۰۱۶ - لیگ ملت‌های اروپا (۲): ۱۹–۲۰۱۸، ۲۵–۲۰۲۴ ← مجموع: ۳۶ |

### فردی
| - بهترین بازیکن سال جهان (۶) - بازیکن سال فوتبال جهان (۱): ۲۰۰۹ - توپ طلا فیفا (۴): ۲۰۱۰، ۲۰۱۱، ۲۰۱۲، ۲۰۱۵ - بهترین بازیکن مرد فیفا (۱): ۲۰۱۹ - توپ طلای بهترین بازیکن جهان (۸) - توپ طلای فیفا (۴): ۲۰۱۰، ۲۰۱۱، ۲۰۱۲، ۲۰۱۵ - توپ طلای اروپا (۴): ۲۰۰۹، ۲۰۱۹، ۲۰۲۱، ۲۰۲۳ - بازیکن سال اروپا (۲) - جایزه بهترین بازیکن سال اروپا (۲): ۱۱–۲۰۱۰، ۱۵–۲۰۱۴ - بهترین بازیکن در سطح ملی (۳) - توپ طلای بهترین بازیکن جام جهانی (۱): ۲۰۱۴ - بهترین بازیکن کوپا آمریکا (۲): جایزهٔ باارزش‌ترین بازیکن کوپا آمریکا ۲۰۱۵، توپ طلای کوپا آمریکا ۲۰۲۱ - بهترین بازیکن جام باشگاه‌های جهان (۲) - توپ زرین جام باشگاه‌های جهان (۲): ۲۰۰۹، ۲۰۱۱ - بهترین بازیکن فصل لیگ (۸) - بازیکن سال ال‌اف‌پی (۸): ۰۹–۲۰۰۸، ۱۰–۲۰۰۹، ۱۱–۲۰۱۰، ۱۲–۲۰۱۱، ۱۳–۲۰۱۲، ۱۵–۲۰۱۴، ۱۸–۲۰۱۷، ۱۹–۲۰۱۸ - آقای گلی (۲۰) - آقای گلی در سطح قاره (۶) - کفش طلای اروپا (۶): ۱۰–۲۰۰۹، ۱۲–۲۰۱۱، ۱۳–۲۰۱۲، ۱۷–۲۰۱۶، ۱۸–۲۰۱۷، ۱۹–۲۰۱۸ - آقای گلی در مسابقات قهرمانی قاره (۶) - آقای گل لیگ قهرمانان (۶): ۰۹–۲۰۰۸، ۱۰–۲۰۰۹، ۱۱–۲۰۱۰، ۱۲–۲۰۱۱، ۱۵–۲۰۱۴، ۱۹–۲۰۱۸ - آقای گل لیگ (۸) - گلزن برتر فوتبال اسپانیا (۸): ۱۰–۲۰۰۹، ۱۲–۲۰۱۱، ۱۳–۲۰۱۲، ۱۷–۲۰۱۶، ۱۸–۲۰۱۷، ۱۹–۲۰۱۸، ۲۰–۲۰۱۹، ۲۱–۲۰۲۰ - عضو تیم منتخب سال (۲۴) - تیم منتخب سال جهان (۱۳) - تیم منتخب سال جهان (۱۳): ۲۰۰۷، ۲۰۰۸، ۲۰۰۹، ۲۰۱۰، ۲۰۱۱، ۲۰۱۲، ۲۰۱۳، ۲۰۱۴، ۲۰۱۵، ۲۰۱۶، ۲۰۱۷، ۲۰۱۸، ۲۰۱۹ - تیم منتخب سال قاره (۱۱) - تیم سال یوفا (۱۱): ۲۰۰۸، ۲۰۰۹، ۲۰۱۰، ۲۰۱۱، ۲۰۱۲، ۲۰۱۴، ۲۰۱۵، ۲۰۱۶، ۲۰۱۷، ۲۰۱۸، ۲۰۱۹ ← مجموع: ۷۳ | - بهترین بازیکن سال جهان (۵) - بازیکن سال فوتبال جهان (۱): ۲۰۰۸ - توپ طلا فیفا (۲): ۲۰۱۳، ۲۰۱۴ - بهترین بازیکن مرد فیفا (۲): ۲۰۱۶، ۲۰۱۷ - توپ طلای بهترین بازیکن جهان (۵) - توپ طلای فیفا (۲): ۲۰۱۳، ۲۰۱۴ - توپ طلای اروپا (۳): ۲۰۰۸، ۲۰۱۶، ۲۰۱۷ - بازیکن سال اروپا (۳) - جایزه بهترین بازیکن سال اروپا (۳): ۱۴–۲۰۱۳، ۱۶–۲۰۱۵، ۱۷–۲۰۱۶ - بهترین بازیکن فصل لیگ (۴) - بازیکن سال پی‌اف‌ای (۲): ۰۷–۲۰۰۶، ۰۸–۲۰۰۷ - بازیکن سال لالیگا (۱): ۱۴–۲۰۱۳ - بازیکن سال سری آ (۱): ۱۹–۲۰۱۸ - آقای گلی (۲۰) - آقای گلی در سطح قاره (۴) - کفش طلای اروپا (۴): ۰۸–۲۰۰۷، ۱۱–۲۰۱۰، ۱۴–۲۰۱۳، ۱۵–۲۰۱۴ - آقای گلی در مسابقات قهرمانی قاره (۸) - آقای گل لیگ قهرمانان (۷): ۰۸–۲۰۰۷، ۱۳–۲۰۱۲، ۱۴–۲۰۱۳، ۱۵–۲۰۱۴، ۱۶–۲۰۱۵، ۱۷–۲۰۱۶، ۱۸–۲۰۱۷ جام قهرمانان باشگاه‌های عربی (۱): جام باشگاه‌های عربی ۲۰۲۳ - - آقای گلی در سطح ملی (۳) - آقای گل جام ملت‌های اروپا (۲): ۲۰۱۲، ۲۰۲۰ مرحله پایانی لیگ ملت‌های اروپا (۱): ۲۰۱۹ - - آقای گل لیگ (۵) - کفش طلای لیگ برتر فوتبال انگلستان (۱): ۰۸–۲۰۰۷ - گلزن برتر فوتبال اسپانیا (۳): ۱۱–۲۰۱۰، ۱۴–۲۰۱۳، ۱۵–۲۰۱۴ - گلزن برتر فوتبال ایتالیا (۱ بار): ۲۰۲۰_۲۱ - عضو تیم منتخب سال (۲۷) - تیم منتخب سال جهان (۱۳) - تیم منتخب سال جهان (۱۳): ۲۰۰۷، ۲۰۰۸، ۲۰۰۹، ۲۰۱۰، ۲۰۱۱، ۲۰۱۲، ۲۰۱۳، ۲۰۱۴، ۲۰۱۵، ۲۰۱۶، ۲۰۱۷، ۲۰۱۸، ۲۰۱۹ - تیم منتخب سال قاره (۱۴) - تیم سال یوفا (۱۴): ۲۰۰۴، ۲۰۰۷، ۲۰۰۸، ۲۰۰۹، ۲۰۱۰، ۲۰۱۱، ۲۰۱۲، ۲۰۱۳، ۲۰۱۴، ۲۰۱۵، ۲۰۱۶، ۲۰۱۷، ۲۰۱۸، ۲۰۱۹ ← مجموع: ۶۴ |

## رو در رو
در سال‌های حضور رونالدو در رئال مادرید، مسابقه این تیم با بارسلونا به نوعی یک رقابت شخصی میان لیونل مسی و کریستیانو رونالدو نیز محسوب می‌شد. ال کلاسیکو در حضور هر دوی این بازیکنان تساوی بدون گل نداشته است.
این دو به همراه تیم ملی نیز دو بار در سال‌های ۲۰۱۱ و ۲۰۱۴ در در قالب بازی دوستانه رو به روی هم قرار گرفتند که سهم هر کدام یک برد بود.
| راهنما    |
| فینال     |
| نیمه‌نهایی |

| عدد | تاریخ          | رقابت‌ها            | تیم میزبان              | تیم مهمان             | نتیجه | گل زده شده توسط مسی یا رونالدو                                                |
| --- | -------------- | ------------------ | ----------------------- | --------------------- | ----- | ----------------------------------------------------------------------------- |
| ۱   | ۲۳ آوریل ۲۰۰۸  | لیگ قهرمانان اروپا | بارسلونا                | منچستر یونایتد        | ۰–۰   |                                                                               |
| ۲   | ۲۹ آوریل ۲۰۰۸  | لیگ قهرمانان اروپا | منچستر یونایتد          | بارسلونا              | ۱–۰   |                                                                               |
| ۳   | ۲۷ مه ۲۰۰۹     | لیگ قهرمانان اروپا | منچستر یونایتد          | بارسلونا              | ۰–۲   | لیونل مسی ( ۷۰')                                                              |
| ۴   | ۲۹ نوامبر ۲۰۰۹ | لا لیگا            | بارسلونا                | رئال مادرید           | ۱–۰   |                                                                               |
| ۵   | ۱۰ آوریل ۲۰۱۰  | لا لیگا            | رئال مادرید             | بارسلونا              | ۰–۲   | لیونل مسی ( ۳۳')                                                              |
| ۶   | ۲۹ نوامبر ۲۰۱۰ | لا لیگا            | بارسلونا                | رئال مادرید           | ۵–۰   |                                                                               |
| ۷   | ۹ فوریه ۲۰۱۱   | بازی دوستانه       | تیم ملی فوتبال آرژانتین | تیم ملی فوتبال پرتغال | ۲–۱   | کریستیانو رونالدو ( ۵۳'), لیونل مسی ( ۸۳' (پنالتی)                            |
| ۸   | ۱۶ آوریل ۲۰۱۱  | لا لیگا            | رئال مادرید             | بارسلونا              | ۱–۱   | لیونل مسی ( ۵۱'), کریستیانو رونالدو ( ۸۱')                                    |
| ۹   | ۲۰ آوریل ۲۰۱۱  | کوپا دل ری         | رئال مادرید             | بارسلونا              | ۱–۰   | کریستیانو رونالدو ( ۱۰۳')                                                     |
| ۱۰  | ۲۷ آوریل ۲۰۱۱  | لیگ قهرمانان اروپا | رئال مادرید             | بارسلونا              | ۰–۲   | لیونل مسی ( ۷۶'، ۸۷')                                                         |
| ۱۱  | ۳ مه ۲۰۱۱      | لیگ قهرمانان اروپا | بارسلونا                | رئال مادرید           | ۱–۱   |                                                                               |
| ۱۲  | ۱۴ اوت ۲۰۱۱    | سوپرکاپ اسپانیا    | رئال مادرید             | بارسلونا              | ۲–۲   | لیونل مسی ( ۴۵')                                                              |
| ۱۳  | ۱۷ اوت ۲۰۱۱    | سوپرکاپ اسپانیا    | بارسلونا                | رئال مادرید           | ۳–۲   | کریستیانو رونالدو ( ۲۰'), لیونل مسی ( ۵۳'، ۸۸')                               |
| ۱۴  | ۱۰ دسامبر ۲۰۱۱ | لا لیگا            | رئال مادرید             | بارسلونا              | ۱–۳   |                                                                               |
| ۱۵  | ۱۸ ژانویه ۲۰۱۲ | کوپا دل ری         | رئال مادرید             | بارسلونا              | ۱–۲   | کریستیانو رونالدو ( ۱۱')                                                      |
| ۱۶  | ۲۵ ژانویه ۲۰۱۲ | کوپا دل ری         | بارسلونا                | رئال مادرید           | ۲–۲   | کریستیانو رونالدو ( ۶۸')                                                      |
| ۱۷  | ۲۱ آوریل ۲۰۱۲  | لا لیگا            | بارسلونا                | رئال مادرید           | ۱–۲   | کریستیانو رونالدو ( ۷۳')                                                      |
| ۱۸  | ۲۳ اوت ۲۰۱۲    | سوپرکاپ اسپانیا    | بارسلونا                | رئال مادرید           | ۳–۲   | کریستیانو رونالدو ( ۵۵'), لیونل مسی ( ۷۰')                                    |
| ۱۹  | ۲۹ اوت ۲۰۱۲    | سوپرکاپ اسپانیا    | رئال مادرید             | بارسلونا              | ۲–۱   | کریستیانو رونالدو ( ۱۹'), لیونل مسی ( ۴۵')                                    |
| ۲۰  | ۷ اکتبر ۲۰۱۲   | لا لیگا            | بارسلونا                | رئال مادرید           | ۲–۲   | کریستیانو رونالدو ( ۲۳'، ۶۶'), لیونل مسی ( ۳۱'، ۶۱')                          |
| ۲۱  | ۳۰ ژانویه ۲۰۱۳ | کوپا دل ری         | رئال مادرید             | بارسلونا              | ۱–۱   |                                                                               |
| ۲۲  | ۲۶ فوریه ۲۰۱۳  | کوپا دل ری         | بارسلونا                | رئال مادرید           | ۱–۳   | کریستیانو رونالدو ( ۱۲'، ۵۷')                                                 |
| ۲۳  | ۲ مارس ۲۰۱۳    | لا لیگا            | رئال مادرید             | بارسلونا              | ۲–۱   | لیونل مسی ( ۱۸')                                                              |
| ۲۴  | ۲۶ اکتبر ۲۰۱۳  | لا لیگا            | بارسلونا                | رئال مادرید           | ۲–۱   |                                                                               |
| ۲۵  | ۲۳ مارس ۲۰۱۴   | لا لیگا            | رئال مادرید             | بارسلونا              | ۳–۴   | لیونل مسی ( ۴۲'، ۶۵' (پنالتی)، ۸۴' (پنالتی), کریستیانو رونالدو ( ۵۵' (پنالتی) |
| ۲۶  | ۲۵ اکتبر ۲۰۱۴  | لا لیگا            | رئال مادرید             | بارسلونا              | ۳–۱   | کریستیانو رونالدو ( ۳۵' (پنالتی)                                              |
| ۲۷  | ۱۸ نوامبر ۲۰۱۴ | بازی دوستانه       | تیم ملی فوتبال آرژانتین | تیم ملی فوتبال پرتغال | ۰–۱   |                                                                               |
| ۲۸  | ۲۲ مارس ۲۰۱۵   | لا لیگا            | بارسلونا                | رئال مادرید           | ۲–۱   | کریستیانو رونالدو ( ۳۱')                                                      |
| ۲۹  | ۲۱ نوامبر ۲۰۱۵ | لا لیگا            | رئال مادرید             | بارسلونا              | ۰–۴   |                                                                               |
| ۳۰  | ۲ آوریل ۲۰۱۶   | لا لیگا            | بارسلونا                | رئال مادرید           | ۱–۲   | کریستیانو رونالدو ( ۸۵')                                                      |
| ۳۱  | ۳ دسامبر ۲۰۱۶  | لا لیگا            | بارسلونا                | رئال مادرید           | ۱_۱   | _                                                                             |
| ۳۲  | ۲۳ آوریل ۲۰۱۷  | لا لیگا            | رئال مادرید             | بارسلونا              | ۲_۳   | لیونل مسی ( ۳۳_۹۰+۲')                                                         |
| ۳۳  | ۲۳ اوت ۲۰۱۲    | سوپرکاپ اسپانیا    | بارسلونا                | رئال مادرید           | ۱_۳   | لیونل مسی ( ۷۷(پنالتی)'), کریستیانو رونالدو ( ۸۰')                            |
| ۳۴  | ۲۳ دسامبر ۲۰۱۷ | لالیگا             | رئال مادرید             | بارسلونا              | ۰_۳   | لیونل مسی ( ۶۴(پنالتی)')                                                      |
| ۳۵  | ۶ می ۲۰۱۸      | لالیگا             | بارسلونا                | رئال مادرید           | ۲_۲   | کریستیانو رونالدو ( ۱۴'), لیونل مسی ( ۵۲')                                    |
| ۳۶  | ۸ دسامبر ۲۰۲۰  | لیگ قهرمانان اروپا | بارسلونا                | یوونتوس               | ۰_۳   | کریستیانو رونالدو ( ۱۳ (پنالتی)_۵۲(پنالتی)')                                  |
| ۳۷  | ۱۹ ژانویه ۲۰۲۳ | بازی دوستانه       | منتخب ریاض              | پاری سن ژرمن          | ۴_۵   | لیونل مسی ( ۳'), کریستیانو رونالدو ( ۳۴(پنالتی)_۴۵+۶')                        |

### نتایج
| رقابت                  | بازی‌های انجام شده | پیروزی‌های رونالدو | مساوی‌ها | پیروزی‌های مسی | گل‌های رونالدو | گل‌های مسی |
| ---------------------- | ----------------- | ----------------- | ------- | ------------- | ------------- | --------- |
| لا لیگا                | ۱۸                | ۴                 | ۴       | ۱۰            | ۹             | ۱۲        |
| لیگ قهرمانان اروپا     | ۶                 | ۲                 | ۲       | ۲             | ۲             | ۳         |
| کوپا دل ری             | ۵                 | ۲                 | ۲       | ۱             | ۵             | ۰         |
| سوپرجام فوتبال اسپانیا | ۵                 | ۲                 | ۱       | ۲             | ۴             | ۶         |
| بازی دوستانه           | ۳                 | ۱                 | ۰       | ۲             | ۳             | ۲         |
| مجموع بازی‌های رسمی     | ۳۷                | ۱۱                | ۹       | ۱۷            | ۲۳            | ۲۳        |